# ایوو کارلوویچ
ایوو کارلوویچ (انگلیسی: Ivo Karlović؛ زاده ۲۸ فوریهٔ ۱۹۷۹) یک تنیس‌باز اهل کرواسی است.